# Antonio Santucci (Bischof)
Antonio Santucci (* 30. Oktober 1928 in Magliano de’ Marsi; † 26. September 2018 ebenda) war ein italienischer Geistlicher und römisch-katholischer Bischof von Trivento.

## Leben
Antonio Santucci empfing am 1. Juli 1951 die Priesterweihe.
Papst Johannes Paul II. ernannte ihn am 8. Mai 1985 zum Bischof von Trivento. Der Kardinalpräfekt der Kongregation für die Bischöfe, Bernardin Gantin, spendete ihm am 22. Juni desselben Jahres die Bischofsweihe; Mitkonsekratoren waren Biagio Vittorio Terrinoni OFMCap, Bischof von Marsi, und Achille Palmerini, emeritierter Bischof von Isernia e Venafro.
Am 17. Oktober 2005 nahm Papst Benedikt XVI. seinen altersbedingten Rücktritt an.